# Carbonera (Perú)
Carbonera es una localidad peruana ubicada en el distrito de Paramonga, perteneciente a la provincia de Barranca del departamento de Lima, en la costa central del Perú. 

## Ubicación
Carbonera se ubica al norte de la provincia de Barranca, en el distrito de Paramonga, en el departamento de Lima.

## Demografía
En 2017 Carbonera tenía una población de 1 habitante.